# Teratoglaea
Teratoglaea là một chi bướm đêm thuộc họ Noctuidae.

## Loài
- Teratoglaea pacifica Sugi, 1958